# Mike Rann
Michael David Rann (* 5. ledna 1953 Sidcup, Bexley (londýnský obvod), Velká Británie) je australský politik.
Od voleb v roce 1985 je poslancem dolní komory Parlamentu Jižní Austrálie. Po rekordní dobu (od r. 1994) vede Australskou stranu práce v Parlamentu Jižní Austrálie.
Od 6. března 2002 byl 44. premiérem Jižní Austrálie, kterým zůstal i po volbách v letech 2006 a 2010. Z funkce odstoupil 21. října 2011.